# Fall in Love at First Kiss
Fall in Love at First Kiss (chino tradicional: 一吻定情, chino simplificado 一吻定情, pinyin: Yī wěn dìng qíng), es una película taiwanesa estrenada el 14 de febrero de 2019.
La película estuvo basada en la serie cómic Itazura na Kiss de la mangaka japonesa Kaoru Tada.

## Sinopsis
La película inicia con Jiang Zhishu montando su bicicleta, mientras está distraído choca con Yuan Xiangqin, una joven de la Clase F, quien tropieza por las escaleras, llevándose el teléfono de Zhishu con ella, mientras intenta averiguar como salvarla y a su teléfono de romperse, Xiangqin reacciona antes y toma su corbata, lo que ocasiona que accidentalmente terminan besándose, sorprendido por lo sucedido, él deja caer su teléfono y sin decirle algo, se va. Después de lo sucedido Xiangqin se enamora de él y poco después lo vuelve a ver durante una asamblea escolar, mientras Zhishu habla sobre un proyecto en curso en Boston, ahí descubre que él es una persona extremadamente inteligente con un puntaje de 200IQ y miembro de la Clase A.
Dos años más tarde, Xiangqin todavía sigue enamorada de Zhishu, a quien sigue a través de su página de redes sociales, cuando ve en las actualizaciones de Zhishu que se encuentra de regreso al edificio A, junto a otras fanáticas, corren a verlo, sin embargo el edificio A cierra sus puertas por lo que no puede hablar con él. Poco después cuando descubre que habrá un simulacro de incendio en la escuela que apagará toda la tecnología y que le permitirá pasar por la puerta A, corre para encontrarse con Zhishu e intenta darle una carta donde le confiesa sus sentimientos, sin embargo él la rechaza, lamentablemente para ella, varios estudiantes de la Clase A graban lo sucedido y comienzan a burlarse de ella, mientras que el director la regaña por hacerle perder el tiempo a Zhishu.
Para empeorar las cosas, su casa colapsa debido a una mala construcción y combinado a su confesión, pronto se vuelve el centro de atención de todos. Molesta por lo sucedido, cuando ve a Zhishu lo reta a que un estudiante del grado F puede estar en la lista de los 100 mejores en un examen de prueba, y él acepta su reto. Pronto Xiangqin se muda a la casa de la amiga de su padre, sin saber que ahí es donde vive Zhishu. Con el paso del tiempo ambos se vuelven cercanos gracias a la madre de Zhishu, quien fomenta su relación y encuentros en la casa y la escuela.
Para salvarse de la vergüenza de no llegar al top 100, Xiangqin le ruega a Zhishu que la ayude a estudiar para el examen simulacro y aunque al inicio no está de acuerdo, finalmente acepta ayudarla si ella borra un video vergonzoso que su madre le había enviado. Después de presentar el examen, Xiangqin logra empatar en el puesto 100 mientras que Zhishu continúa siendo el número 1.
Durante el festival atlético de la escuela Zhishu y otros terminan avergonzando a Xiangqin, después de que se revelará que vivía en la casa de Zhishu, furiosa Xiangqin transmite el video de Zhishu. Molesto, él aparta a Xiangqin de la pelea y ella le dice que buscará a un novio más guapo e inteligente que él, y que a partir de ese momento iba a dejar de amarlo, sin embargo antes de que se de cuenta, Zhishu la besa y luego se va, lo que la deja sorprendida.
Dos años más tarde Xiangqin sigue apoyando a Zhishu a pedido de la madre de él, sin embargo queda fuera de su vida, ya que Zhishu quiere vivir su propia vida y convertirse en médico veterinario, cuando Xiangqin malentiende la relación de Zhishu con una socia de negocios, se siente destrozada. Sin embargo, cuando él le aclara la situación y la besa, se siente aliviada. Poco después descubren que él padre de Zhishu está enfermo, por lo que él tiene que hacerse cargo del negocio, lo que genera más estrés y presión a su vida. Aunque prioriza a Xiangqin, Zhishu piensa primero en el negocio de su padre, por lo que le miente a Xiangqin y la aleja de él haciéndole creer que ama a otra mujer, con quien planea casarse para poder combinar sus negocios y así salvar el negocio, lo que deja destruida Xiangqin, quien huye pensando que Zhishu nunca la amó. 
Cuando los padres de Zhishu descubren lo sucedido, le dicen que no están de acuerdo con la decisión que tomó y que debería seguir su corazón y casarse con la mujer que en realidad ama: Xiangqin.
Un año más tarde Xiangqin ve las redes sociales de Zhishu para saber de él y cuando publica una actualización en sus redes que muestra que se encuentra en el pasillo de su antigua escuela en donde hablará durante una asamblea, aunque al inicio no quiere, finalmente va. Cuando se reencuentra con Zhishu, él le revela que en realidad sus publicaciones estaban destinadas únicamente para ella y luego de confesarle sus sentimientos, le propone matrimonio y ella acepta. 
Mientras se besan, un flashback muestra que durante una de sus sesiones de estudio, mientras ambos se habían quedado dormidos, Zhishu había despertado y leído la carta que Xiangqin había hecho para él donde le confesaba su amor y se revela que Zhishu siempre había estado enamorado de ella.
Durante las escenas posteriores a los créditos, se muestra a Zhishu y a Xiangqin casándose y felices.

## Personajes

### Personajes principales
| Actor       | Personaje     | Notas                                       |
| ----------- | ------------- | ------------------------------------------- |
| Darren Wang | Jiang Zhishu  | Es un estudiante inteligente en la clase A. |
| Lin Yun     | Yuan Xiangqin | Es una estudiante regular de la clase F.    |

### Personajes secundarios
| Actor                              | Personaje   | Notas                         |
| ---------------------------------- | ----------- | ----------------------------- |
| Kenji Chen                         | Ah Jin      |                               |
| Cecilia Choi (蔡思韵)              | Gong Shahui |                               |
| Christopher Lee Meng Soon (李铭顺) | Jiang Wanli | Es el padre de Jiang Zhishu.  |
| Christy Chung (鍾麗緹)             | Ah Lisao    | Es la madre de Jiang Zhishu.  |
| Tai Chih-yuan                      |             | Es la madre de Yuan Xiangqin, |
| Tsai Yi-chen (蔡頤臻)              | Li Mei      |                               |

### Otros personajes
| Actor                | Personaje                  | Notas                     |
| -------------------- | -------------------------- | ------------------------- |
| This Group Of People | Varios papeles secundarios |                           |
| Kuo Shu-yao (郭書瑤) | -                          | Es la jefa de enfermeras. |
| Dino Lee (李玉璽)    | -                          | Es un nerd de la ciencia. |
| Alina Cheng (鄭茵聲) | Xiao Sen                   |                           |

## Música
| No. | Intérprete             | Canción                                                 | Notas |
| --- | ---------------------- | ------------------------------------------------------- | ----- |
| 1   | Lala Hsu               | "Really Foolish" (真的傻)                               |       |
| 2   | Liu Renyu              | "Proof of Heartbeat" (心跳的证明)                       |       |
| 3   | Kuo Shu-yao (房东的猫) | "I Belong To You"                                       |       |
| 4   | 房东的猫               | "Hundred Ways Of Not Liking You" (一百个不喜欢你的方法) |       |

## Premios y nominaciones
| Año  | Categoría              | Premio                          | Trabajo     | Resultado |
| ---- | ---------------------- | ------------------------------- | ----------- | --------- |
| 2019 | Favorite Romantic Film | Guangzhou Student Film Festival | Yu Shanchen | Nominada  |

## Producción
La película estuvo basada en el manga japonés "Itazura na Kiss" de Kaoru Tada.
También fue conocida como "Sealed With a Kiss", "Mischievous Kiss" y "A Kiss Token of Love".
Fue dirigida por Yu Shanchen (Frankie Chen), quien contó con el apoyo de los guionistas Ceng Yongting (曾咏婷), Huang Jirou (黄继柔) y Shanchen (陈玉珊).
Mientras que la música estuvo a cargo de Hou Chih-chien.
Contó con el apoyo de las compañías de producción "New Classics Media", "Tianjin Cat Eye Micro Shadow Culture Media", "China Film Distribution", "Wanda Film and Television" y "Dangle Entertainment". Y fue distribuida por "Bestpal", "Tangren Cultural Film Group" (en Australia, Nueva Zelanda, Canadá, Estados Unidos de América y el Reino Unido), "RAM Entertainment" (en Singapur y Malasia) y por "AUD" (en Corea del Sur).

### Taquilla
El 6 de marzo del 2019, la película había recaudado US $ 24 millones, la mayoría de los cuales provinieron de China y Taiwán.

### Estreno internacional
Fuera de Taiwán, la película fue lanzada en Malasia, China, Australia, Nueva Zelanda, Estados Unidos de América, Canadá y el Reino Unido exactamente el mismo día. "Tangren Media" obtuvo los derechos de distribución para distribuir la película en todos los países occidentales, mientras que "RAM Entertainment" obtuvo los derechos de distribución para distribuir la película en Singapur y Malasia. Y el 27 de marzo del 2019 fue distribuida en Corea del Sur por "AUD".
| País                      | Título | Fecha de Estreno    |
| ------------------------- | ------ | ------------------- |
| Australia                 | -      | -                   |
| Canadá                    | -      | -                   |
| Corea del Sur             | -      | 27 de marzo de 2019 |
| Estados Unidos de América | -      | -                   |
| Nueva Zelanda             | -      | -                   |
| Reino Unido               | -      | -                   |
| Singapur                  | -      | -                   |
| Malasia                   | -      | -                   |